# 绍兰陶
绍兰陶，是匈牙利巴兰尼亚州所辖的一个村。总面积17.08平方公里，总人口1228，人口密度71.9人/平方公里（2011年1月1日）。